# As Irmãs de Gion
As Irmãs de Gion (祇園の姉妹, Gion no shimai) é um filme japonês de 1936 em preto e branco, do gênero drama, dirigido por Kenji Mizoguchi sobre duas irmãs que vivem no distrito de Gion.